# Paris-Roubaix 1897
La 2e édition de la course cycliste Paris-Roubaix a lieu le 18 avril 1897 . Elle est remportée par l'Italien Maurice Garin. L'épreuve compte 280 kilomètres et la moyenne de l'épreuve est de 28,124 km/h. Au départ 32 coureurs professionnels et 26 coureurs amateurs sont engagés. La victoire se joue au sprint.

## Déroulement de la course
Au départ de Paris, les routes sont humides, mais un peu plus tard, le soleil fait son apparition.
Lors de cette édition, Garin et Cordang se présentent sur le vélodrome roubaisien pour se disputer la victoire. Pascal Sergent écrit :
« Il est difficile de les reconnaître. Garin arrive en premier, suivi par la figure trempée de boue de Cordang. Tout à coup, à la stupéfaction de tous, Cordang glisse et  tombe sur une surface de ciment du vélodrome. Garin n'en croit pas ses yeux. Au moment où Cordang est de retour sur son vélo, il a 100 mètres de retard. Il reste six tours à couvrir. Deux kilomètres misérables pour rattraper Garin. La foule retient son souffle en regardant l'incroyable poursuite. La cloche retentit. Un tour, il reste un tour. 333 mètres pour Garin, qui a toujours une avance de 30 mètres sur le Batave.
Une victoire dans la classique est à sa portée mais il peut presque sentir le souffle de son adversaire sur son cou. Garin conserve finalement son avance de deux mètres, deux petits mètres pour une victoire légendaire. Les spectateurs explosent et ovationnent les deux hommes. Garin exulte sous les acclamations de la foule. Cordang pleure sa déception. »
Garin déclare après la course : « J'ai gagné, mais Cordang était le plus fort ». 

## Classement final
|    | Cycliste            | Équipe | Temps             |
| -- | ------------------- | ------ | ----------------- |
| 1  | Maurice Garin       | -      | 9 h 57 min 21 s   |
| 2  | Mathieu Cordang     | -      | + 0 s             |
| 3  | Michel Frédérick    | -      | + 30 min 21 s     |
| 4  | Gaston Rivierre     | -      | + 50 min 39 s     |
| 5  | Jules Cordier       | -      | + 1 h 42 min 52 s |
| 6  | Boinet              | -      | + 1 h 43 min 03 s |
| 7  | Henri Aries         | -      | + 1 h 53 min 12 s |
| 8  | Guillochin          | -      | + 2 h 03 min 30 s |
| 9  | Léopold Trousselier | -      | + 2 h 03 min 30 s |
| 10 | Marcel Kerff        | -      | + 4 h 16 min 39 s |